# Bolbec

Bolbec este o comună în departamentul Seine-Maritime, Franța. În 1 ianuarie 2022 avea o populație de 11.618 de locuitori.